# Copa Mundial de Béisbol de 1998
La XXXIII Copa Mundial de Béisbol se llevó en Roma, Italia del 21 de julio al 2 de agosto de 1998. Los países se dividieron en dos grupos de ocho, y los primeros cuatro de cada grupo se clasificaron para las finales. Cuba ganó por sexta vez consecutiva el título además fue la primera vez que se aceptarían jugadores profesionales.

## Primera ronda

### Grupo A
| Posición | Equipo               | Ganados | Perdidos |
| -------- | -------------------- | ------- | -------- |
| 1        | Cuba                 | 7       | 0        |
| 2        | Japón                | 6       | 1        |
| 3        | República Dominicana | 5       | 2        |
| 4        | Italia               | 3       | 4        |
| 5        | Panamá               | 3       | 4        |
| 6        | China                | 2       | 5        |
| 7        | España               | 2       | 5        |
| 8        | Sudáfrica            | 0       | 7        |

### Grupo B
| Posición | Equipo         | Ganados | Perdidos |
| -------- | -------------- | ------- | -------- |
| 1        | Australia      | 5       | 2        |
| 2        | Nicaragua      | 5       | 2        |
| 3        | Corea del Sur  | 4       | 3        |
| 4        | Países Bajos   | 4       | 3        |
| 5        | Estados Unidos | 4       | 3        |
| 6        | Canadá         | 3       | 4        |
| 7        | China Taipéi   | 3       | 4        |
| 8        | Rusia          | 0       | 7        |

## Ronda final
|  | Cuartos de final     | Cuartos de final |               |        | Semifinales            | Semifinales            |  |  | Final | Final |
|  |                      |                  |               |        |                        |                        |  |  |       |       |
|  |                      |                  |               |        |                        |                        |  |  |       |       |
|  |                      |                  |               |        |                        |                        |  |  |       |       |
|  | Cuba                 | 12               |               |        |                        |                        |  |  |       |       |
|  | Cuba                 | 12               |               |        |                        |                        |  |  |       |       |
|  | Países Bajos         | 1                |               |        |                        |                        |  |  |       |       |
|  | Países Bajos         | 1                | Cuba          | 14     |                        |                        |  |  |       |       |
|  |                      |                  | Cuba          | 14     |                        |                        |  |  |       |       |
|  |                      | Nicaragua        | 2             |        |                        |                        |  |  |       |       |
|  | Nicaragua            | Nicaragua        | 2             | 12     |                        |                        |  |  |       |       |
|  | Nicaragua            |                  |               | 12     |                        |                        |  |  |       |       |
|  | República Dominicana | 2                |               |        |                        |                        |  |  |       |       |
|  | República Dominicana | 2                | Cuba          | 7      |                        |                        |  |  |       |       |
|  |                      |                  | Cuba          | 7      |                        |                        |  |  |       |       |
|  |                      | Corea del Sur    | 1             |        |                        |                        |  |  |       |       |
|  | Japón                | Corea del Sur    | 1             | 5      |                        |                        |  |  |       |       |
|  | Japón                |                  |               | 5      |                        |                        |  |  |       |       |
|  | Corea del Sur        | 8                |               |        |                        |                        |  |  |       |       |
|  | Corea del Sur        | 8                | Corea del Sur | 8      | Tercer y cuarto puesto | Tercer y cuarto puesto |  |  |       |       |
|  |                      |                  | Corea del Sur | 8      | Tercer y cuarto puesto | Tercer y cuarto puesto |  |  |       |       |
|  |                      | Italia           | 2             |        |                        |                        |  |  |       |       |
|  | Australia            | Italia           | 2             | 8      | Nicaragua              | 5                      |  |  |       |       |
|  | Australia            |                  |               | 8      | Nicaragua              | 5                      |  |  |       |       |
|  | Italia               | 9                |               | Italia | 1                      |                        |  |  |       |       |
|  | Italia               | 9                |               |        | 1                      |                        |  |  |       |       |
|  |                      |                  |               |        |                        |                        |  |  |       |       |
|  |                      |                  |               |        |                        |                        |  |  |       |       |

|  | Clasificación por 5° al 8° lugar | Clasificación por 5° al 8° lugar |   |                      | 5° lugar     | 5° lugar |  |
|  |                                  |                                  |   |                      |              |          |  |
|  |                                  |                                  |   |                      |              |          |  |
|  | Países Bajos                     | 7                                |   |                      |              |          |  |
|  | República Dominicana             | 3                                |   |                      |              |          |  |
|  |                                  |                                  |   |                      |              |          |  |
|  |                                  |                                  |   |                      |              |          |  |
|  |                                  |                                  |   |                      | Países Bajos | 3        |  |
|  |                                  | Japón                            | 9 |                      |              |          |  |
|  |                                  |                                  |   |                      |              |          |  |
|  |                                  |                                  |   |                      |              |          |  |
|  |                                  |                                  |   |                      | 7° lugar     |          |  |
|  |                                  |                                  |   |                      |              |          |  |
|  | Japón                            | 11                               |   | República Dominicana | 2            |          |  |
|  | Australia                        | 6                                |   |                      | Australia    | 9        |  |

| Cuba                    |
| Campeón Cuba            |
| Vigésimo segundo título |

## Clasificación Final
| Posición | Equipo               | Ganados | Perdidos |
| -------- | -------------------- | ------- | -------- |
| 1        | Cuba                 | 10      | 0        |
| 2        | Corea del Sur        | 6       | 4        |
| 3        | Nicaragua            | 7       | 3        |
| 4        | Italia               | 4       | 6        |
| 5        | Japón                | 8       | 2        |
| 6        | Países Bajos         | 5       | 5        |
| 7        | Australia            | 6       | 4        |
| 8        | República Dominicana | 5       | 5        |
| 9        | Estados Unidos       | 4       | 3        |
| 10       | Panamá               | 3       | 4        |
| 11       | Canadá               | 3       | 4        |
| 12       | China Taipéi         | 3       | 4        |
| 13       | China                | 2       | 5        |
| 14       | España               | 2       | 5        |
| 15       | Sudáfrica            | 0       | 7        |
| 16       | Rusia                | 0       | 7        |